# Львовское плато
Львовское плато — возвышенная холмистая местность в центральной части Львовской области. Расположена на крайнем северо-западе Подольской возвышенности, в пределах города Львова и его южных и юго-восточных окраин.
С севера и северо-запада плато прилегает к долине реки Полтвы, в северной и центральной частях Львова, с северо-востока обрывается отвесными уступами (высотой до 100 м) к равнине Надбужанской котловины (часть Малого Полесья). Южная граница проходит по линии сел Милошевичи — Кугаев — Толщев — Черепин — Шоломынь, южнее которой начинается Ополье, в частности Львовское Ополье. Западная граница плато прилегает к долине верховьев реки Щерек.
Длина плато около 20 км. Преобладающие высоты 300—350 м, максимальная — 414 м (Четовы скалы). Возвышенные останцовые участки, например горы Высокий Замок (Замковая Гора), Льва, состоят из известняков и мергелей. Склоны плато расчленены притоками рек Зубра (бассейн Днестра) и Полтвы (бассейн Западного Буга). Львовским плато (в южной части Львова) проходит Главный европейский водораздел.
В пределах плато преобладают пахотные земли, кое-где лесные массивы, крупнейший из которых — Винниковский лесопарк, на юго-восточных окраинах Львова. Существует несколько природоохранных объектов и территорий, в частности — Региональный ландшафтный парк «Знесенье», заказники Чёртова Скала и Медовая пещера (оба — местного значения).